# 高樹町出入口
高樹町出入口（たかぎちょうでいりぐち）は、東京都港区西麻布四丁目にある首都高速道路3号渋谷線の出入口である。
東京都道412号霞ヶ関渋谷線（六本木通り）に接続するが、谷町JCT方面の出入口のみ設置されているハーフインターチェンジとなっている。
3号渋谷線が当出入口を含む谷町JCTから渋谷出入口の区間が通行可能となった1967年（昭和42年）から1971年（昭和46年）迄の間、当出入口付近の本線上に本線料金所が存在していたが、3号渋谷線の全線開通（東名高速道路と直結）に伴い、役目を終えた。
高樹町の名は、所在地の旧町域名である赤坂青山高樹町（あかさかあおやまたかぎちょう）に由来しており、出入り口のある六本木通りと骨董通りの交差点の名称も「高樹町」である。
2025年（令和7年）7月5日より入口料金所がETC専用になっている。

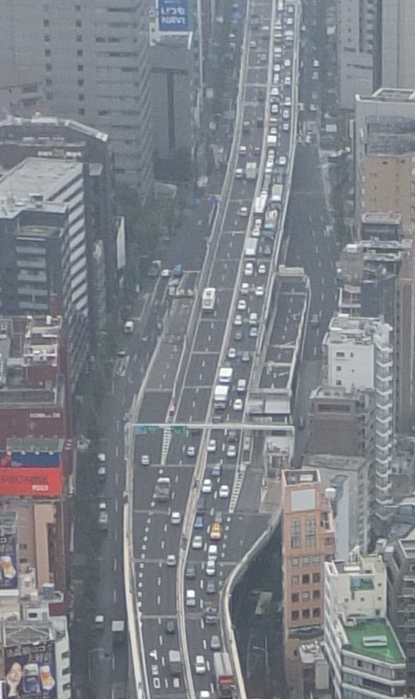
六本木ヒルズから見た高樹町出入口。写真上方向が下り方向（渋谷方面）。（2013年10月）

## 周辺
- 港区南青山、渋谷区広尾
- 骨董通り
- 富士フイルム西麻布ビル
- 根津美術館
- 日赤医療センター
- 広尾ガーデンヒルズ